# Alboloduy
Alboloduy là một đô thị thuộc tỉnh Almería, in Tây Ban Nha. Đô thị này có diện tích 70 km², dân số năm 2005 là 745 người.

## Biến động dân số
| 1999 | 2000 | 2001 | 2002 | 2003 | 2004 | 2005 |
| ---- | ---- | ---- | ---- | ---- | ---- | ---- |
| 811  | 812  | 800  | 765  | 765  | 764  | 745  |

Nguồn: INE (Tây Ban Nha)